# Abi Olajuwon
Alon Abisola Arisicate Ajoke „Abi” Olajuwon (ur. 6 lipca 1988 w Houston) – amerykańsko–nigeryjska koszykarka, występująca na pozycji środkowej, po zakończeniu kariery zawodniczej trenerka koszykarska. Od 2023 asystentka trenerki Connecticut Sun w WNBA.
Jest córką członka Koszykarskiej Galerii Sław im. Jamesa Naismitha – Hakeema Olajuwona.

## Osiągnięcia
Stan na 5 marca 2024, na podstawie, o ile nie zaznaczono inaczej.

### Zawodnicze
NCAA
- Uczestniczka rozgrywek:
  - NCAA Final Four (2009, 2010)
  - Sweet 16 turnieju NCAA (2007, 2009, 2010)
  - turnieju NCAA (2007–2010)
- Mistrzyni turnieju konferencji Big 12 (2007)
- Liderka Big 12 w liczbie fauli (2010 – 117)